# Platygaster bonessi
Platygaster bonessi är en stekelart som beskrevs av Peter Neerup Buhl 2000. Platygaster bonessi ingår i släktet Platygaster och familjen gallmyggesteklar. Inga underarter finns listade i Catalogue of Life.